# Modulation d'amplitude et de phase

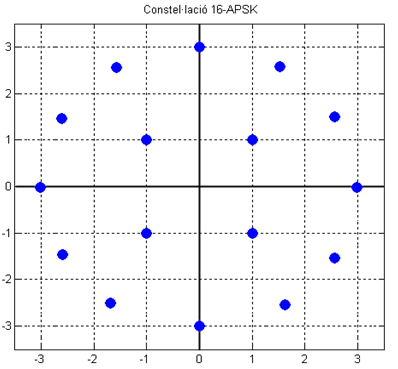
Diagramme de constellation 16APSK à 16 états

La modulation d'amplitude et de phase, en anglais amplitude and phase-shift keying ou asymetric phase-shift keying (APSK), est un régime de modulation numérique qui transmet les données en modulant, l'amplitude et la phase de référence du signal (onde porteuse). En d'autres termes, il combine à la fois la modulation d'amplitude (ASK) et la modulation de phase (PSK) pour augmenter le nombre de symboles de la constellation. 
Elle peut être considérée comme une variante de la modulation d'amplitude en quadrature (QAM). L'avantage par rapport à une modulation QAM classique, par exemple 64-QAM ou 256-QAM, est, pour un nombre donné de points de la constellation, d'utiliser un nombre plus petit de niveaux d'amplitude.
Une conception soignée de la géométrie de la constellation permet d'approcher la capacité gaussienne lorsque la taille de la constellation tend vers l'infini, alors que pour les constellations de type QAM, un écart de 1,56 dB est observé. La solution précédente, où la constellation a une forme gaussienne, est appelée mise en forme de la constellation.